# General Electric CF700
Il General Electric CF700 (o TF37 secondo la denominazione militare) è un motore aeronautico turboventola sviluppato dalla General Electric sulla base del turbogetto CJ610.

## Storia
Il CF700 venne sviluppato per l'impiego sul North American Sabreliner 75A ed il Dassault Falcon 20. Il CF700-2B è stato il primo turbofan ad essere certificato per l'uso civile dalla FAA nel settembre del 1963.
Ad oggi sono ancora 265 i velivoli di 120 operatori nel mondo ad essere spinti da un CF700 e, dalla sua introduzione, è rimasto in servizio complessivamente per più di dieci milioni di ore.
Un CF700 venne anche utilizzato a bordo del veicolo di atterraggio lunare di ricerca utilizzato nell'ambito del programma Apollo per i test di allunaggio.

### Tecnica
Il motore condivideva con il CJ610 gli otto stadi di compressore a flusso assiale, la camera di combustione di tipo anulare e due stadi di turbina collegati da un albero al compressore. In più era montato, su un altro albero posto nella parte posteriore del motore, un singolo stadio composto di turbina e fan in modo da aumentare l'efficienza del motore.
Questo modo relativamente semplice di introdurre uno stadio di fan in un motore turbogetto aveva però come effetto negativo il grande stress termico che si veniva a creare sull'assieme turbina/fan tra la zona della turbina, a contatto con i gas di scarico caldi, e i componenti del fan, immersi nel flusso freddo. A causa di questo problema, la configurazione con fan posteriore non ebbe molto seguito.

## Versioni
- CF700-2B - prima versione, certificata il 18 settembre 1963[1]
- CF700-2C - installato sul Dassault Falcon 20C da 18,68 kN (4 200 lbf) di spinta
- CF700-2D - installato sul Dassault Falcon 20D. Evoluzione del -2C con turbina migliorata e  spinta incrementata a 19,24 kN (4 325 lbf)
- CF700-2D-2 - installato sul Dassault Falcon 20E e North American Sabreliner 80. Evoluzione del -2D con zona di scarico più grande e spinta aumentata a 20 kN (4 500 lbf)[1]